# بوبي لوك
بوبي لوك (بالإنجليزية: Bobby Locke)‏ هو لاعب غولف جنوب أفريقي، ولد في 20 نوفمبر 1917 في جرميستون في جنوب أفريقيا، وتوفي في 9 مارس 1987 في جوهانسبرغ في جنوب أفريقيا.

## وصلات خارجية
- الموقع الرسمي
- بوبي لوك على موقع الموسوعة البريطانية (الإنجليزية)
- بوبي لوك على موقع إن إن دي بي (الإنجليزية)